# Raoul Bott
Raoul Bott, FRS (Budapeste, 24 de setembro de 1923 — San Diego, 20 de dezembro de 2005) foi um matemático estadunidense.

## Carreira
Mais tarde, Bott foi para a faculdade na McGill University em Montreal, onde estudou engenharia elétrica. Ele então obteve um Ph.D. em matemática pela Carnegie Mellon University em Pittsburgh em 1949. Sua tese, intitulada Electrical Network Theory, foi escrita sob a direção de Richard Duffin. Posteriormente, ele começou a lecionar na Universidade de Michigan em Ann Arbor. Bott continuou seus estudos no Instituto de Estudos Avançados de Princeton. Ele foi professor da Universidade de Harvard de 1959 a 1999. Em 2005, Bott morreu de câncer em San Diego.
Com Richard Duffin na Carnegie Mellon, Bott estudou a existência de filtros eletrônicos correspondentes a determinadas funções reais-positivas. Em 1949, eles provaram um teorema fundamental da síntese de filtros. Duffin e Bott estenderam o trabalho anterior de Otto Brune de que as funções necessárias de frequências complexas s poderiam ser realizadas por uma rede passiva de indutores e capacitores. A prova, baseada na indução da soma dos graus dos polinômios no numerador e denominador da função racional, foi publicada em Journal of Applied Physics, volume 20, página 816. Em sua entrevista de 2000 com Allyn Jackson da American Mathematical Society, ele explicou que vê "redes como versões discretas da teoria harmônica", portanto, sua experiência com síntese de rede e eletrônica a topologia de filtro o apresentou à topologia algébrica.
Bott conheceu Arnold S. Shapiro no IAS e eles trabalharam juntos. Ele estudou a teoria da homotopia de grupos de Lie, usando métodos da teoria de Morse, levando ao teorema da periodicidade de Bott (1957). No decorrer deste trabalho, ele introduziu as funções de Morse-Bott, uma importante generalização das funções de Morse.
Isto levou ao seu papel como colaborador durante muitos anos com Michael Atiyah, inicialmente via o papel desempenhado pela periodicidade na K-teoria. Bott fez contribuições importantes para o teorema do índice, especialmente na formulação de teoremas de ponto fixo relacionados, em particular o chamado 'teorema de ponto fixo de Woods Hole', uma combinação do teorema de Riemann-Roch e teorema de ponto fixo de Lefschetz (é nomeado após Woods Hole, Massachusetts, o local de uma conferência em que a discussão coletiva o formulou). Os principais artigos de Atiyah-Bott sobre o que agora é O teorema do ponto fixo de Atiyah-Bott foi escrito nos anos até 1968; eles colaboraram ainda mais na recuperação na linguagem contemporânea de Ivan Petrovsky nas lacunas de Petrovsky de equações diferenciais parciais hiperbólicas, induzidas por Lars Gårding. Na década de 1980, Atiyah e Bott investigaram a teoria de gauge, usando as equações de Yang-Mills em uma superfície de Riemann para obter informações topológicas sobre os espaços de módulos de feixes estáveis em superfícies de Riemann. Em 1983, ele falou para a Canadian Mathematical Society em uma palestra que chamou de "Um topólogo maravilha-se com a física".
Ele também é bem conhecido em conexão com o teorema de Borel-Bott-Weil sobre a teoria da representação de grupos de Lie via feixes holomórficos e seus grupos de cohomologia; e para trabalhar com folheações. Com Chern, ele trabalhou na teoria de Nevanlinna, estudou feixes de vetores holomórficos sobre variedades analíticas complexas e introduziu as classes de Bott-Chern, úteis na teoria da geometria de Arakelov e também na teoria dos números algébricos.
Ele introduziu as variedades de Bott-Samelson e a fórmula de resíduos de Bott para variedades complexas e a classe canibal de Bott.

## Publicações
- 1995: Collected Papers. Vol. 4. Mathematics Related to Physics. Editado por Robert MacPherson. Contemporary Mathematicians. Birkhäuser Boston, xx+485 pp. ISBN 0-8176-3648-X
- 1995: Collected Papers. Vol. 3. Foliations. Editado por Robert D. MacPherson. Contemporary Mathematicians. Birkhäuser, xxxii+610 pp. ISBN 0-8176-3647-1
- 1994: Collected Papers. Vol. 2. Differential Operators. Editado por Robert D. MacPherson. Contemporary Mathematicians. Birkhäuser, xxxiv+802 pp. ISBN 0-8176-3646-3
- 1994: Collected Papers. Vol. 1. Topology and Lie Groups. Editado por Robert D. MacPherson. Contemporary Mathematicians. Birkhäuser, xii+584 pp. ISBN 0-8176-3613-7
- 1982: (with Loring W. Tu) Differential Forms in Algebraic Topology. Graduate Texts in Mathematics #82. Springer-Verlag, Nova York-Berlim. xiv+331 pp. ISBN 0-387-90613-4 doi:10.1007/978-1-4757-3951-0[5]
- 1969: Lectures on K(X). Mathematics Lecture Note Series W. A. Benjamin, Nova York-Amsterdã x+203 pp.